# Coloradia euphrosyne
Coloradia euphrosyne är en fjärilsart som beskrevs av Dyar 1912. Coloradia euphrosyne ingår i släktet Coloradia och familjen påfågelsspinnare. Inga underarter finns listade i Catalogue of Life.